# Kıyıcık, Of
Kıyıcık là một thị trấn thuộc huyện Of, tỉnh Trabzon, Thổ Nhĩ Kỳ. Dân số thời điểm năm 2011 là 2.576 người.